# 엑스포/웨스턴역
엑스포/웨스턴역(Expo/Western Station)은 로스앤젤레스 군 광역철도의 엑스포선역 중 하나이다. 로스앤젤레스의 엑스포지션 파크 지구에 있는 웨스턴 애비뉴(Western Avenue)와 엑스포지션 대로(Exposition Boulevard)의 교차로에 위치한다.

## 운행

### 열차 운행 정보
엑스포 선 운행 시간은 매일 약 오전 4시부터 12시 30분까지이다. 메트로 레일은 2012년 4월 28일에 개통되었고, 정기 운행은 2012년 4월 30일 월요일에 재개되었다.

## 역 구조
| 승강장 | 상대식 승강장, 오른쪽 출입문이 열림 | 상대식 승강장, 오른쪽 출입문이 열림                                              |  |  |
| 승강장 | 엑스포선                            | ← 엑스포/크렌쇼 역 Expo/Crenshaw Station ← 다운타운 샌타모니카 역 행 (종착점행)  |  |  |
| 승강장 | 엑스포선                            | → 엑스포/버몬트 역 Expo/Vermont Station → 7th 스트리트/메트로센터 역 행 (기점행) |  |  |
| 승강장 | 상대식 승강장, 오른쪽 출입문이 열림 |                                                                                  |  |  |

엑스포/웨스턴 역은 주로 웨스턴애덤스 지구의 주거지역에 위치하고 있다.
이 역에서 도보로 갈수 있는 시설물은 아래와 같다.:
- MLK Jr. 초등학교 (MLK Jr. Elementary School)
- 제임스 A. 포세이 교육 센터(James A. Foshay Learning Center)

이 역은 "far-side" 승강장 구조이다. 이것은 승강장이 건널목 사이에 두고 각각 한쪽씩 위치하며, 열차는 항상 건널목을 건너고 승강장에서 정차한다.
이 역의 예술작품은 예술가 Ronald J. Llanos에 의해 만들어졌다. "Ephemeral Views: A Visual Essay"라는 제목의 이 설치물은 "로스앤젤레스 거리 생활을 활성화시키는 많은 인물"의 장면을 묘사하고 있다.

## 역사
과거 이 역에서는 로스앤젤레스 앤드 인디펜던스 및 퍼시픽 전기 트롤리 선이 정차하였다가, 1953년 9월 30일 샌타모니카 에어라인 폐선과 함께 폐쇄되었다. 이후 2012년 4월 28일 토요일에 이 위치에서 엑스포 선 개통을 위해 재건되었다. 정기 운행은 2012년 4월 30일 월요일에 재개되었다.